# Power trio

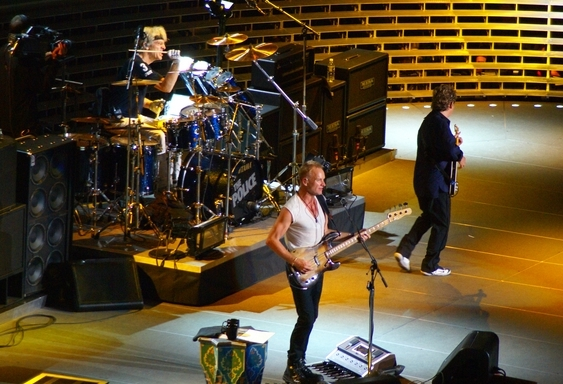
Трио The Police выступает в Медисон-сквер-гарден, 1 августа 2007 г.

Power trio (пауэр-трио) — формат рок-группы, ставший популярным в 60-х годах XX века. Традиционное пауэр-трио состоит из одной гитары, бас-гитары и ударных, при этом клавишные инструменты, часто используемые в рок-музыке для заполнения звучания аккордами, в состав не включены, а гитарист совмещает функции ритм и соло-гитары.
Развитие пауэр-трио в 1960-х стало возможным во многом благодаря развитию технологий звукоусиления, позволивших значительно повысить громкость звучания электрических гитары и бас-гитары. 

Первыми прототипами пауэр-трио стали в 1960-х группы The Jimi Hendrix Experience и Cream.
 
Среди известных пауэр-трио 1970-х выделяются ZZ Top, Rush, Motorhead, The Jam, The Rods, King’s X и The Police.
Хотя в начале 1980-х годов мода на пауэр-трио угасла, новая волна пост-панка и инди-рока в конце 80-х — начале 90-х породила многие трио, среди которых Nirvana, а также Green Day и Blink-182. 
В последнее время этот термин уже привычно применять к любой группе из трёх человек.